# 扎多夫加
49°16′36″N 33°54′39″E / 49.27667°N 33.91083°E
扎多夫加（烏克蘭語：Задовга），是烏克蘭中部的村莊，隸屬波爾塔瓦州的克雷門丘克區。該村距離甘尼夫卡1公里，海拔高度80米，2001年該村落人口285。